# Иволгинск
Иволги́нск (до 1940 года — Мангазай, бур. Эбилгэ) — село (в 1973—1991 гг. — посёлок городского типа), административный центр Иволгинского района Республики Бурятия и сельского поселения «Иволгинское». Население — 7994 чел. (2021).

## География
Село расположено в центре Иволгинской долины в 27 км юго-западнее Улан-Удэ, на Кяхтинском тракте — магистрали федерального значения А340. Находится на правом южном борте долины. Местность — степная равнина, слабо наклонённая к пойме реки Иволги́. На южной окраине села находится гора Баян-Тогод (710 м), возвышающаяся над всей долиной.

## История
В Иволгинской долине издревле кочевали различные монгольские племена. В начале XVIII века её заселила часть эхиритов и булагатов, переселившихся с западной стороны Байкала. В легендах говорится, что обретя новую родину, они назвали её Эбилгэтэ (благодатная), со временем трансформировавшееся, во многом под влияним русских документов, в Эбилгэ́, Ивалга́, Иволга́.
В начале XX века на месте нынешнего Иволгинска располагались бурятские улусы Мангазай и Боро-Губээ. В 1940 году улус Мангазай был переименован в Иволгинск в связи с переносом сюда административного центра Иволгинского района из села Саянтуй.
В 1951—1959 годах в селе работало Иволгинское учебно-опытное хозяйство (ОПХ) Бурятского сельскохозяйственного техникума. 3 марта 1959 года был создан овоще-молочный совхоз «Иволгинский».
22 марта 1973 года получил статус рабочего посёлка.
4 октября 1991 года Иволгинск преобразован в сельский населённый пункт.

## Население
| 1959 | 1979  | 1989  | 2002  | 2010  | 2021  |
| ---- | ----- | ----- | ----- | ----- | ----- |
| 2207 | ↗5296 | ↗5980 | ↗7205 | ↗7382 | ↗7994 |

## Образование
- Бурятский республиканский техникум автомобильного транспорта (БРТАТ)
- Лицей традиционных искусств народов Забайкалья
- Средняя общеобразовательная школа
- Детская школа искусств
- Вечерняя сменная школа
- Детско-юношеская спортивная школа

## Объекты культурного наследия
- Иволгинский дацан — центр российского буддизма, находится в 8 км западнее Иволгинска в селе Верхняя Иволга.
- Баян-Тогод, или Баян-Тугад (в переводе с бурятского, «Богатый павлин»), — священная гора на южной окраине Иволгинска. Памятник природы. Памятник археологии[9].

## Достопримечательности
Преображенская церковь — православный храм, относится к Улан-Удэнской епархии Бурятской митрополии Русской православной церкви.

## Известные люди
- Санжина, Дарима Дабаевна ― российский бурятский учёный, доктор филологических наук, профессор[10].
- Цыбиков, Бимба Доржиевич (1912—2006) ― российский бурятский учёный-историк, заложивший основы советской бурятской исторической науки в Бурят-Монголии, кандидат исторических наук[11].